# Imamato de Futa Toro
O Imamato de Futa Toro (إمامة فوتة تورو; Imaama Futa Toro; em francês: Imamat de Futa Toro) foi uma monarquia teocrática da África Ocidental dos povos de língua fula (fulas e tuculores) no vale médio do rio Senegal, na região conhecida como Futa Toro. Seguindo a tendência das jiades no final do século XVII e início do XVIII, o líder religioso Suleimão Bal liderou uma jiade em 1776. Seu sucessor, o expansionista Abdelcáder, derrotou os emirados de Trarza e Bracna e, com sua morte em 1806, o poder foi descentralizado entre algumas famílias da elite torodo. Ameaçada pela expansão do Império Tuculor e pelos franceses em meados do século XIX, Futa Toro acabou sendo anexada em 1859. Na década de 1860, o poder do almami se tornou nominal e o Estado ficou ainda mais enfraquecido quando uma epidemia de cólera matou um quarto de sua população em 1868.

## Origens
Futa Toro é uma faixa de terra agrícola ao longo de ambos os lados do rio Senegal. O povo da região fala pular, um dialeto das grandes línguas fulas que abrangem a África Ocidental do Senegal aos Camarões. Se identificam pela língua, o que dá origem ao nome Haalpulaar'en (aqueles que falam pular). Os Haalpulaar'en também são conhecidos como tuculores, um nome derivado do antigo Estado de Tacrur. De 1495 a 1776, o país fez parte do Império de Grão-Fulo. Os líderes denanquês eram um clã fula não muçulmanos que governavam a maior parte do Senegal.
Uma classe de estudiosos muçulmanos chamada torodo[a] parece ter se originado em Futa Toro, mais tarde se espalhando pelos territórios fulas. Dois dos clãs torodos em Futa Toro alegaram ser descendentes de um parente do século VII de um dos companheiros de Maomé que estava entre um grupo de invasores de Futa Toro. Os torodos podem muito bem já ter sido um grupo distinto quando os denanquês conquistaram Futa Toro. No último quarto do século XVII, o reformador zauai mauritano Naceradim lançou uma jiade para restaurar a pureza da observância religiosa local. Ele ganhou apoio do clã clerical torodo contra os guerreiros, mas em 1677 o movimento foi derrotado. Após essa derrota, alguns torodos migraram para o sul, para Bundu, e alguns avançaram para Futa Jalom. Os fazendeiros de Futa Toro continuaram a sofrer ataques de nômades da Mauritânia. No século XVIII, havia um ressentimento crescente entre a classe baixa, em grande parte muçulmana, pela falta de proteção contra esses ataques.

## Jiades
Em 1726 ou 1727, Caramoco Alfa liderou uma jiade em Futa Jalom ao sul, levando à formação do Imamato de Futa Jalom. Isso foi seguido por uma jiade em Futa Toro entre 1769 e 1776 liderada por Suleimão Bal. Em 1776, o torodo expulsou a dinastia denanquê governante. Suleimão morreu em 1776 e foi sucedido por Abdelcáder, um professor e juiz erudito que estudou em Caior.
Abdelcáder se tornou o primeiro almami[b] do teocrático Imamato de Futa Toro. Ele encorajou a construção de mesquitas e seguiu uma política agressiva em relação aos seus vizinhos. O torodo proibiu o comércio de escravos no rio. Em 1785, obtiveram um acordo dos franceses para interromper o comércio de escravos muçulmanos e pagar taxas alfandegárias ao estado. Abdelcáder derrotou os emirados de Trarza e Bracna ao norte, mas foi derrotado e capturado quando atacou os estados jalofos de Caior e Ualo por volta de 1797. Após sua libertação, o ímpeto da jiade foi perdido. Na época da morte de Abdelcáder em 1806, o Estado era dominado por algumas famílias de elite torodo.

## Governo
O imamato era governado por um almami eleito, de um grupo de linhagens elegíveis, por um conselho eleitoral, que continha um núcleo fixo e uma periferia flutuante de membros. Várias figuras de quatro clãs diferentes assumiram a posição: Li, Dia, Cane, Uã. Os almamis continuaram a ser entronizados em Futa Toro ao longo do século XX, mas a essa altura o papel havia se tornado cerimonial. O reino era governado oficialmente pelo almami, mas o controle efetivo estava com os chefes regionais das províncias centrais que possuíam terras consideráveis, seguidores e escravos. A luta de várias coalizões de eleitores e elegíveis acelerou ainda mais o declínio do imamato. Em meados do século XIX, o Futa Toro foi ameaçado pelos franceses sob a liderança do governador Louis Faidherbe. O imamato nessa época era dividido em três partes. A região central continha a sede do almami eleito, sujeito a um conselho de 18 eleitores. O oeste, chamado de região de Toro, era administrado pelo Lã-Toro. O leste, chamado de Futa Danga, era teoricamente administrado por um chefe chamado Elfequi, mas na prática ele tinha apenas autoridade nominal. O imamato sobreviveu ao longo do século XX, embora num Estado muito mais fraco.

## Colapso

Estados fulas ca. 1830

Alhaje Omar Tal, um nativo de Toro, lançou uma jiade em 1852. Suas forças conseguiram estabelecer vários estados na região do Sudão a leste de Futa Toro, mas os franceses sob Louis Faidherbe o impediram de incluir Futa Toro em seu império. Para atingir seus objetivos, Omar recrutou pesadamente na Senegâmbia, especialmente em sua terra natal. O processo de recrutamento atingiu seu ápice numa campanha massiva em 1858 e 1859, minando ainda mais o poder do almami. A autoridade dos chefes regionais, e particularmente a dos eleitores, foi comprometida muito menos do que a do almami. Alguns desses líderes se tornaram totalmente independentes e lutaram contra os franceses e Omar Tal por conta própria. Como resultado, o almami e os chefes começaram a depender cada vez mais do apoio francês. Omar foi derrotado pelos franceses em Medina em 1857, perdendo o acesso a Futa Toro.
Futa Toro foi anexada pela França em 1859, embora na prática estivesse há muito tempo dentro da esfera de influência francesa. Em 1860, Omar concluiu um tratado com os franceses no qual reconheceu sua supremacia em Futa Toro, enquanto foi reconhecido em Caarta e Segu. Na década de 1860, o almami de Futa Toro era Abdul Bubacar,[c] mas seu poder era nominal. Em junho de 1864, os mouros e o grupo Bosseia de Fula colaboraram na pilhagem de barcaças comerciais que haviam encalhado perto de Saldé, no leste, atraindo represálias francesas contra ambos os grupos.
Em 1868, uma epidemia de cólera atingiu a região, matando cerca de um quarto da população de Futa Toro. A devastação provocou um renascimento religioso liderado por Xeique Amadu Ba, que ameaçou o poder da aristocracia tradicional. Os franceses apoiaram as autoridades na repressão, e os talibes do xeique atacaram qualquer navio francês que se aventurasse além de Podor. Em 1870, uma expedição francesa empurrou as forças de Amadu Ba primeiro para o centro de Futa e depois para o Reino Jalofo. Os franceses geralmente encorajavam homens fortes como
Abdul Bocar Cã de Bossea, Ibra Uane de Lau e Samba Umaani em Toro quando atacavam caravanas na região, pois esperavam que isso desencorajasse a migração da região para o novo estado de Omar. O medo da continuação da migração muçulmana, no entanto, levou as autoridades militares a atacar os clientes restantes da França em 1890. Abdul Bocar Cã fugiu, mas foi assassinado em agosto de 1891 pelos berberes da Mauritânia. Os franceses consolidaram seu controle total da região.